# Скела (Горж)
Скела (рум. Schela) — село у повіті Горж в Румунії. Входить до складу комуни Скела.
Село розташоване на відстані 236 км на захід від Бухареста, 15 км на північ від Тиргу-Жіу, 103 км на північний захід від Крайови.

## Населення
За даними перепису населення 2002 року у селі проживали 513 осіб, з них 512 осіб (99,8%) румунів. Усі жителі села рідною мовою назвали румунську.